# Cal Pere Xic (Sant Jaume de Frontanyà)
Cal Pere Xic és un conjunt arquitectonic del municipi de Sant Jaume de Frontanyà (Berguedà) protegit com a bé cultural d'interès local. Es tracta d'un seguit de conjunts arquitectònics i construccions d'interès històric. En concret, hi ha una pallissa urbana, de dues plantes amb parets de pedra i obertures importants a primera planta.